# Cees Bal
Cornélius "Cees" Bal (Kwadendamme, 21 de novembro de 1951). Foi um ciclista holandês, profissional entre 1972 e 1979, cujos maiores sucessos desportivos conseguiu-os na Volta a Espanha, onde conseguiria 1 vitória de etapa na edição de 1979, e na Volta à Flandres, clássica que obteria em 1974.

## Palmarés
| 1972 - Vencedor de uma etapa da Milk Race - 1º da Omloop van de Baronie 1973 - 2 etapas na Dauphiné Libéré - Étoile des Espoirs - Circuito de la Frontera - 1º em Essen - Vencedor de uma etapa do Tour d'Indre-et-Loire 1974 - Volta à Flandres - Tour de l'Aude - 1 etapa da Setmana Catalã - 1º em De Pinte | 1975 - 1 etapa do Tour de l'Aude - 1º em Kloosterzande 1976 - 1º em Stekene - 1º em Woerden 1977 - 1º em Santpoort - 1º em Sas van Gent 1978 - Campeão dos Países Baixos dos 50 km pista - 1º em Ridderkerk 1979 - 1 etapa na Volta a Espanha |

### Resultados no Tour de France
- 1974. Abandona (16ª etapa)
- 1977. 51º da classificação geral

### Resultados no Giro d'Italia
- 1976. 82º da classificação geral

### Resultados na  Volta a Espanha
- 1978. Abandona
- 1979. 45º da classificação geral. Vencedor d'uma etapa